# Void of Silence
Void of Silence ist eine 1999 gegründete Funeral-Doom-Band.

## Geschichte
Void of Silence wurde von Riccardo Conforti und Ivan Zara als Studioprojekt gegründet. Über die Jahre ihrer Aktivität kooperierte die Band mit unterschiedlichen Firmen. Auch brachten sich diverse populäre Sänger als Teil von Void of Silence ein.

### Besetzung

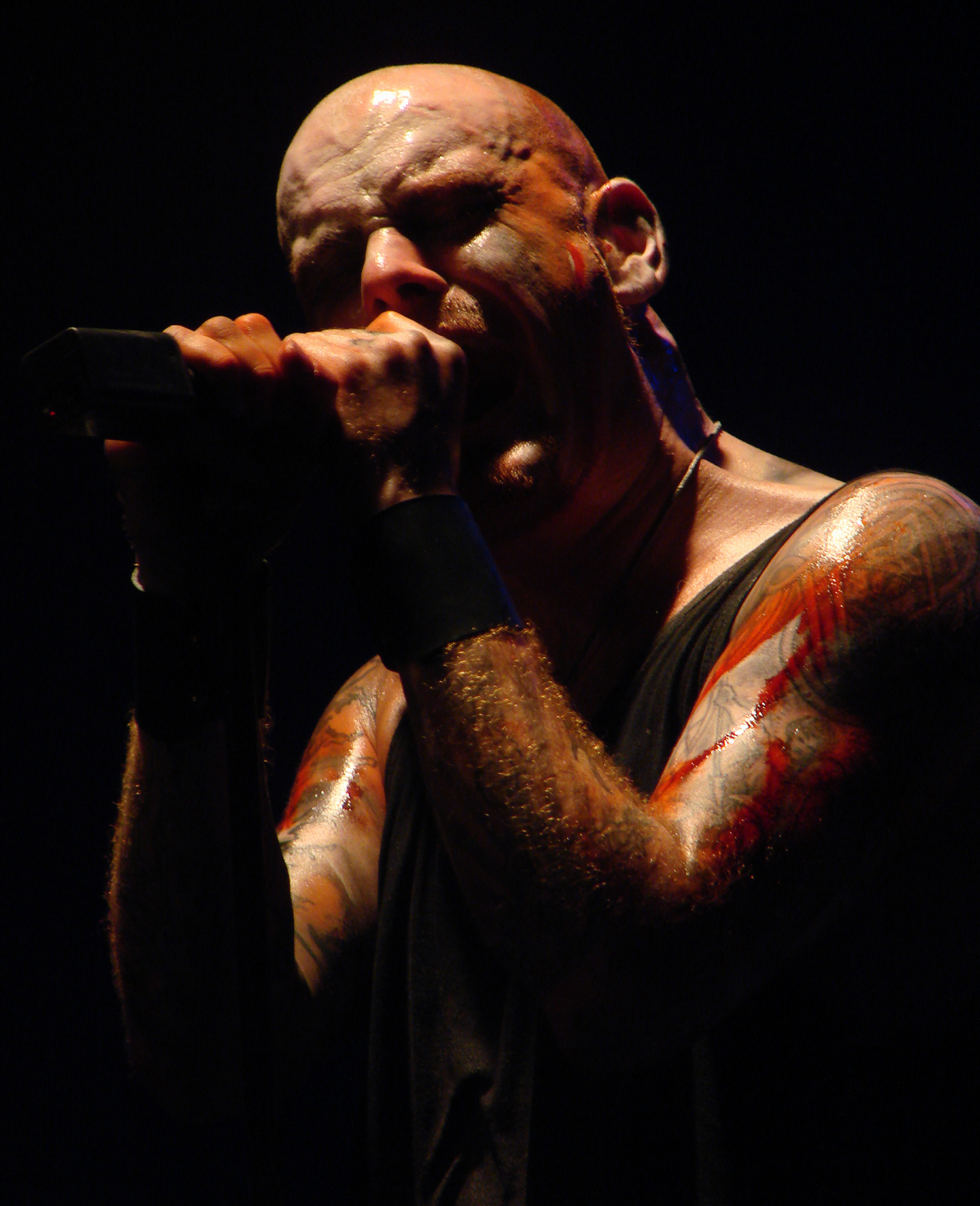
Alan Averill, hier mit Primordial in Paris 2008, war zeitweilig Mitglied von Void of Silence

Die Band wurde im November 1999 von Riccardo Conforti und Ivan Zara in Rom gegründet. Im Verlauf der Bandaktivität brachten sich Fabrizio „Malfeitor Fabban“ Giannese von Aborym, Alan „A.A. Nemtheanga“ Averill von Primordial und Dread Sovereign, Brooke Johnson von Axis of Perdition und Luca Soi von Arcana Coelestia als Sänger ein. Mit jedem Sängerwechsel veränderte die Gruppe den konzeptionell-lyrischen Rahmen, da Conforti und Zara den Sängern das Schreiben der Texte überließen, derweil die musikalische Ausrichtung ähnlich blieb und von den Musikern bestimmt wurde.

### Veröffentlichungen
Im Verlauf ihres ersten als Band aktiven Jahres spielte die Band ein unveröffentlichtes Demo unter dem Titel Rememberance ein. Gitarrist Ivan Zara gab in einem 2018 dem Webzine Doom-Metal.com gegebenem Interview an, dass die Band musikalisch und personell zu dem Zeitpunkt der Aufnahme noch weit von dem späteren Projekt entfernt  gewesen sei und eine Veröffentlichung daher unwahrscheinlich bliebe. Das Debüt Toward the Dusk erschien sodann im Jahr 2001 über Nocturnal Music mit Fabrizio „Malfeitor Fabban“ Giannese als Sänger. Drei folgende Alben Criteria ov 666, Human Antithesis und The Grave of Civilization wurden zwischen 2002 und 2010 via Code666 Records, einem Subunternehmen von Aural Music, veröffentlicht. Toward the Dusk wurde über GS Productions 2017 wiederveröffentlicht. Das 2018 erschienene Album The Sky Over wurde hingegen in Kooperation mit Avantgarde Music herausgegeben. Den Wechsel von Code666 Records zu Avantgarde Music beschreibt Zara als freundschaftlichen Wunsch nach Veränderung ohne eine konfliktbelastete Trennung vom vorherigen Label.

## Werk und Wirkung

### Stil
Die Musik von Void of Silence wird dem Funeral Doom zugeordnet. Das Webzine Doom-Metal.com beschreibt die Musik als einen „ungewöhnlichen, experimentellen Klang, der jenem von Esoteric ähnele“, jedoch sich von der britischen Band durch Schwerpunkte auf düstere Industrial-Elementen und einen als einzigartig beschriebenen Gesang, der ein Spektrum von Black-Metal-Schreien bis zu sakral-choralen Gesängen abdecke, abgrenze. Die Band beschreibt ihre Musik als Kombination des Tempos und der Verzerrung des Funeral Doom mit der Atmosphäre des Dark Ambient ergänzt um Film-Soundtrack-Elemente.
Ähnlich beschreiben Rezensenten die Musik als „[i]nfernalische und zugleiche doomige Parts [die] gleichberechtigt neben romantischen ambient- und industriallastigen Klängen“ arrangiert seien. „Träge und schleppende Doom-Songstrukturen“  würden mit melancholischen Melodien und epischen Arrangements die dem Gothic Metal nahegestellt werden kombiniert. Der Einsatz des Keyboards wird als „[t]ragende Ambient-Teppiche“ die dem Klang „Weite“ verleihen beschrieben, während das als Industrial-Elemente beschriebene Sampling eine endzeitliche Atmosphäre bedinge. Die Musik sei von einer inneren Dynamik und Vielfalt geprägt. „Fragiler Sprechgesang, untermahlt von industrialartigen Synthesizer-Parts, mündet nahtlos in krächzendem Wehgeschrei. Schwere Moll-Riffs untermalen dabei stets die apokalyptische Grundstimmung.“ Neben Sampling, Gesang und Keyboard sei ein zumeist schwermütiger Klang von tief gestimmten Gitarren tragend für die Musik.

### Rezeption
Das Debütalbum wurde wenig, jedoch vermehrt positiv besprochen. Nach Kostas Panagiotou, der sich später für Zaras Band Towards Atlantis Lights engagieren sollte, sei die Band mit dem Album Toward the Dusk als „kleiner Bruder von Esoteric“ wahrzunehmen und grenze sich so vom Stereotyp italienischer Gothic-Metal- und Funeral-Doom-Bands wie Monumentum und Ras Algethi ab. Gegenüber der international eher verhaltenen Rezeptionsmenge des Debüts wurde dann Criteria ov 666 breit besprochen. Derweil fiel die Kritik gespalten aus. Volkmar Weber beurteilte das Album für das Rock Hard als „Klauerei aus allen Töpfen, die man für brauchbar hielt“ und verweist auf Thergothon, Skepticism, Mindrot, Morgion, Puissance und Ordo Equilibri, an deren Schaffen sich Void of Silence seines Erachtens bedient haben. Dem Gegenüber wurde das Album für Webzines wie Metal.de, Doom-Metal.com und Metal Inside gelobt. 

„Wer nach einem Soundtrack für den bevorstehenden Weltuntergang sucht (oder auch nur nach einem Schlechtwetter-Album zu dem man im abgedunkelten Zimmer sich der Schwermut hingeben kann), der dürfte in diesem Tonträger fündig werden.“

Insbesondere der Wechsel des Sängers zu A.A. Nemtheanga wurde in diversen Besprechungen des dritten Studioalbums Human Antithesis positiv vermerkt. Mitunter wurde das Album als Musik „auf dem höchsten Niveau im modernen Doom Metal“ die das Genre transzendiert. beschrieben. Auch in einer für das magazin Rock Hard verfassten Rezension wurden Album und Band gelobt, so gehöre Void of Silence „neben Monumentum und Novembre zu den außergewöhnlichsten Bands“ ihres Heimatlandes. Weitere Besprechungen ergingen sich ebenso in hohem Lob für das Album. Einer für Metal.de verfassten Rezension folgend „strotzt“ es „nur so vor Gänsehautmomenten“ die aus dem gelegentlichen Einsatz eines Frauenchors, oder die untypische Kombination stilistischer Eigenheiten entstehe. So gelänge es der Band eine Musik zu erschaffen „die in dieser Form wohl einzigartig ist.“
Der erneute Wechsel des Sängers trübte die Rezeption zu The Grave of Civilasation punktuell. „Gesanglich“ schrieb agony&ecstasy für Vampster mache „Brooke Johnson seine Sache gut,“ könne „der Leistung seines Vorgängers aber zu keinem Zeitpunkt“ entsprechen. Auch andere Besprechungen räumten ein, dass es sich bei The Grave of Civilasation nicht um die beste Veröffentlichung von Void of Silence handele es aber dennoch „einige gute und intensive Momente“ enthielte. Oliver Schreyer beurteilte hingegen für Musikreviews.de als „einen Schritt näher am Kern von Tristesse und Nihilismus, den diese Art von Doom Metal ausmacht[.] Das Album ist monumental und packend ohne übermäßigen Pathos und wirkt in seiner kühlen, ehrlichen Art unmenschlich und erdrückend.“ In einer für Metal.de verfassten Rezension wurde gar der Gesang als wesentlich für die Musik und äußerst Vielfältig hervorgehoben. Das Album sei „eine große Einheit aus monumentalen Stücken, die nur selten in leichte Monotonie abdriften. Der Rest wird von der beeindruckenden Atmosphäre eines Albums beherrscht, welches zu keinem Zeitpunkt stereotypischer Doom Metal ist.“ Void of Silence sei dabei „mittlerweile zu groß für einen Geheimtipp.“ Entsprechend solcher Beurteilungen fiel die internationale Rezeption des Albums breit und trotz gelegentlicher Kritik am Gesang dabei zumeist positiv aus.
The Sky Over wurde als „eine in sämtlichen Belangen meisterhaft umgesetzte Zusammenstellung zutiefst stimmungsvoller Funeral-Doom-Stücke“, sowie als „langsamen, orchestralen Funeral Doom Metal, der […] voll einschlägt“, als „absolut majestätisches und berührendes Werk“ und als „triumphales Comeback […], sowie auch eines der majestätischsten, melancholischsten und facettenreichsten Alben des Jahres 2018“ gepriesen.